# Thám hoa
Thám hoa (chữ Hán:探花) là một loại danh hiệu của học vị Tiến sĩ trong hệ thống khoa bảng Nho học thời phong kiến ở các quốc gia Đông Á.
Ở Việt Nam, danh hiệu này được xác định trong kỳ thi bậc nhất của thi Đình, còn gọi là Đệ nhất giáp tiến sĩ cập đệ, đệ tam danh. Người thi đỗ thám hoa đứng thứ ba trong tam khôi (dưới trạng nguyên và bảng nhãn).

## Các Thám hoa Việt Nam
- Vương Hữu Phùng, đỗ Thám hoa năm 1246, vị Thám hoa đầu tiên
- Đặng Ma La, đỗ Thám hoa năm 1247, là Thám hoa trẻ nhất
- Trần Uyên, đỗ Thám hoa năm 1256
- Hạ Nghi, đỗ Thám hoa năm 1266
- Quách Nhẫn, đỗ Thám hoa năm 1275
- Trương Phóng, đỗ Thám hoa năm 1304
- Trần Đình Thâm, đỗ Thám hoa năm 1374
- Lương Như Hộc, đỗ Thám hoa năm 1442
- Chu Thiêm Uy, đỗ Thám hoa năm 1448
- Quách Đình Bảo, đỗ Thám hoa năm 1463
- Vương Khắc Thuật, đỗ Thám hoa năm 1472
- Cao Quýnh, đỗ Thám hoa năm 1475
- Lê Ninh, đỗ  Thám hoa năm 1478
- Nguyễn Doãn Địch, đỗ Thám hoa năm 1481
- Mai Duy Tinh, đỗ Thám hoa năm 1484
- Thân Cảnh Vân, đỗ Thám hoa năm 1487
- Lưu Thư Ngạn, đỗ Thám hoa năm 1490
- Lê Hùng, đỗ Thám hoa năm 1493
- Đinh Lưu , đỗ  Thám hoa năm 1496
- Nguyễn Khắc Kiệm, đỗ Thám hoa năm 1499
- Nguyễn Văn Thái, đỗ Thám hoa năm 1502
- Trần Phỉ, đỗ Thám hoa năm 1505
- Nguyễn Hữu Nghiêm, đỗ Thám hoa năm 1508
- Vũ Duy Chu, đỗ Thám hoa năm 1511
- Hoàng Minh Tá, đỗ Thám hoa năm 1514
- Lưu Khải Chuyên, đỗ Thám hoa năm 1518
- Nguyễn Vĩ Thoan, đỗ Thám hoa năm 1523
- Lưu Doãn Trung, đỗ Thám hoa năm 1526
- Nguyễn Văn Huy, đỗ Thám hoa năm 1529
- Ngô Sơn Khoái, đỗ Thám hoa năm 1532
- Nguyễn Thừa Hưu, đỗ Thám hoa năm 1535
- Hoàng Sâm, đỗ Thám hoa năm 1538
- Nguyễn Thế Lộc, đỗ Thám hoa năm 1541
- Nguyễn Tế, đỗ Thám hoa năm 1547
- Nguyễn Minh Dương, đỗ Thám hoa năm 1550
- Trần Vĩnh Tuy, đỗ Thám hoa năm 1553
- Phan Tất Thông, Đệ nhất giáp thám hoa năm 1554
- Nguyễn Nghiêu Tá, đỗ Thám hoa năm 1556
- Đặng Thì Thố, đỗ Thám hoa năm 1559
- Ngô Khuê, đỗ Thám hoa năm 1562
- Vũ Hữu Chính, đỗ Thám hoa năm 1568
- Nguyễn Cung, đỗ Thám hoa năm 1571
- Vũ Văn Khuê, đỗ Thám hoa năm 1574
- Phạm Gia Môn, đỗ Thám hoa năm 1577
- Đỗ Cung, đỗ Thám hoa năm 1580
- Nguyễn Tuấn Ngạn,đỗ Thám hoa năm 1583
- Nguyễn Giáo Phương, đỗ Thám hoa năm 1586
- Giang Văn Minh (1573 - 1638), đỗ Thám hoa lúc 56 tuổi, là Thám hoa già nhất, làm quan đến Thái bộc tự khanh
- Nguyễn Minh Triết, đỗ Thám hoa năm 1631
- Nguyễn Thế Khanh, đỗ Thám hoa năm 1637
- Nguyễn Đăng Cảo, đỗ Thám hoa năm 1646
- Khương Thế Hiền, đỗ Thám hoa năm 1650
- Nguyễn Văn Thực, đỗ Thám hoa năm 1659
- Ngô Khuê, đỗ Thám hoa năm 1661
- Thiều Sĩ Lâm, đỗ Thám hoa năm 1670
- Nguyễn Quý Đức , đỗ Thám hoa năm 1676
- Quách Giai, đỗ Thám hoa năm 1683
- Vũ Thạnh, đỗ Thám hoa năm 1685
- Phạm Khiêm Ích, đỗ Thám hoa năm 1710
- Vũ Công Tể (1687-1745), đỗ Thám hoa lúc 32 tuổi, làm quan đến Tham tụng, Lại bộ Thượng thư
- Ngô Sách Tố, đỗ Thám hoa năm 1721
- Nguyễn Thế Lập, đỗ Thám hoa năm 1727
- Đỗ Huy Kỳ, đỗ Thám hoa năm 1731, làm quan đến thừa chính sứ, Lễ bộ thị lang
- Nhữ Trọng Đài, đỗ Thám hoa năm 1733
- Trần Quốc Hiệu, đỗ Thám hoa năm 1736
- Đặng Văn Kiều (1824-1881), đỗ Thám hoa lúc 42 tuổi, làm quan đến Quốc sử quán Toản tu, từng làm Giám thí (Phó chủ khảo) trường thi Thừa Thiên (tức trường thi Quảng Đức)
- Vũ Phạm Hàm (1864 - 1906), đỗ Thám hoa lúc 29 tuổi, làm quan đến Đốc học Hà Nội.Thám hoa cuối cùng
- Lưỡng quốc Thám Hoa Phan Kính
- Thám Hoa Nguyễn Đức Đạt
- Thám Hoa Nguyễn Văn Giao
- Thám Hoa Nguyễn Huy Oánh